# Okçular, Harmancık
Okçular là một xã thuộc huyện Harmancık, tỉnh Bursa, Thổ Nhĩ Kỳ. Dân số thời điểm năm 2011 là 72 người.